# غاري سميث (فيلسوف)
غاري سميث (بالإنجليزية: Gary Smith)‏ هو فيلسوف أمريكي، ولد في 26 يوليو 1954 في نيو أورلينز في الولايات المتحدة.

## وصلات خارجية
- غاري سميث على موقع IMDb (الإنجليزية)